# NGC 6022
NGC 6022 este o liner situată în constelația Șarpele. A fost descoperită în 19 mai 1881 de către Édouard Stephan⁠(d). Se află la o distanță de 113,24 megaparseci de Pământ.